# Кардымовское городское поселение
Кардымовское городско́е поселе́ние — муниципальное образование в Кардымовском районе Смоленской области Российской Федерации.
Административный центр — посёлок городского типа Кардымово. 

## География
Общая площадь 12,3 км². Расположено в центральной части района.
- Граничит:
  - на юге — с Тюшинским сельским поселением
  - на западе — с Мольковским сельским поселением
  - на северо-западе — с Каменским сельским поселением
  - на севере и востоке — с Берёзкинским сельским поселением

Глава муниципального образования, глава администрации — Никитенков Павел Петрович.
Председатель районного совета депутатов — Кузовчикова Галина Николаевна.

## Население
| 2012  | 2013  | 2014  | 2015  | 2016  | 2017  | 2018  |
| ----- | ----- | ----- | ----- | ----- | ----- | ----- |
| 4949  | ↘4873 | ↘4862 | ↗4960 | ↗5010 | ↗5063 | ↘5044 |
| 2019  | 2020  | 2021  | 2024  |       |       |       |
| ↘5006 | →5006 | ↘4891 | ↘4872 |       |       |       |

## Населённые пункты
В состав городского поселения входят 4 населённых пункта:
| № | Населённый пункт | Тип     | Население |
| - | ---------------- | ------- | --------- |
| 1 | Кардымово        | пгт     | →4443     |
| 2 | Ермачки          | деревня | 64        |
| 3 | Кривцы           | деревня | 261       |
| 4 | Сопачево         | деревня | 34        |